# Limoeiro do Ajuru (ort)
Limoeiro do Ajuru är en ort i Brasilien.   Den ligger i kommunen Limoeiro do Ajuru och delstaten Pará, i den nordöstra delen av landet, 1 600 km norr om huvudstaden Brasília. Limoeiro do Ajuru ligger 5 meter över havet och antalet invånare är 4 109.
Terrängen runt Limoeiro do Ajuru är mycket platt. Havet är nära Limoeiro do Ajuru åt sydost. Trakten är glest befolkad. Det finns inga andra samhällen i närheten.